# American Music Award for Favorite Pop/Rock Female Artist
Die American Music Awards in der Kategorie Favorite Female Artist – Pop/Rock wurden seit 1974 verliehen. Die meisten Preise erhielt Taylor Swift, die den Award sieben Mal verliehen bekam. Am häufigsten wurde Mariah Carey nominiert, insgesamt zehn Mal.

## Übersicht

### 1970er
| Jahr | Künstler           | Ref |
| ---- | ------------------ | --- |
| 1974 | Helen Reddy        |     |
| 1974 | Roberta Flack      |     |
| 1974 | Diana Ross         |     |
| 1975 | Olivia Newton-John |     |
| 1975 | Helen Reddy        |     |
| 1975 | Barbara Streisand  |     |
| 1976 | Olivia Newton-John |     |
| 1976 | Helen Reddy        |     |
| 1976 | Linda Ronstadt     |     |
| 1977 | Olivia Newton-John |     |
| 1977 | Helen Reddy        |     |
| 1977 | Linda Ronstadt     |     |
| 1978 | Linda Ronstadt     |     |
| 1978 | Rita Coolidge      |     |
| 1978 | Barbara Streisand  |     |
| 1979 | Linda Ronstadt     |     |
| 1979 | Barbara Streisand  |     |
| 1979 | Donna Summer       |     |

### 1980er
| Jahr | Künstler           | Ref |
| ---- | ------------------ | --- |
| 1980 | Donna Summer       |     |
| 1980 | Olivia Newton-John |     |
| 1980 | Barbara Streisand  |     |
| 1981 | Barbara Streisand  |     |
| 1981 | Olivia Newton-John |     |
| 1981 | Linda Ronstadt     |     |
| 1982 | Pat Benatar        |     |
| 1982 | Sheena Easton      |     |
| 1982 | Juice Newton       |     |
| 1982 | Dolly Parton       |     |
| 1983 | Olivia Newton-John |     |
| 1983 | Stevie Nicks       |     |
| 1983 | Diana Ross         |     |
| 1984 | Pat Benatar        |     |
| 1984 | Stevie Nicks       |     |
| 1984 | Donna Summer       |     |
| 1984 | Bonnie Tyler       |     |
| 1985 | Cyndi Lauper       |     |
| 1985 | Madonna            |     |
| 1985 | Linda Ronstadt     |     |
| 1986 | Tina Turner        |     |
| 1986 | Whitney Houston    |     |
| 1986 | Madonna            |     |
| 1987 | Whitney Houston    |     |
| 1987 | Janet Jackson      |     |
| 1987 | Tina Turner        |     |
| 1987 | Madonna            |     |
| 1988 | Whitney Houston    |     |
| 1988 | Janet Jackson      |     |
| 1988 | Madonna            |     |
| 1989 | Whitney Houston    |     |
| 1989 | Tracy Chapman      |     |
| 1989 | Debbie Gibson      |     |

### 1990er
| Jahr | Künstler          | Ref   |
| ---- | ----------------- | ----- |
| 1990 | Paula Abdul       | [ 1 ] |
| 1990 | Anita Baker       | [ 1 ] |
| 1990 | Madonna           | [ 1 ] |
| 1991 | Janet Jackson     | [ 2 ] |
| 1991 | Mariah Carey      | [ 2 ] |
| 1991 | Madonna           | [ 2 ] |
| 1991 | Sinéad O’Connor   | [ 2 ] |
| 1992 | Paula Abdul       |       |
| 1992 | Mariah Carey      |       |
| 1992 | Whitney Houston   |       |
| 1993 | Mariah Carey      | [ 3 ] |
| 1993 | Amy Grant         | [ 3 ] |
| 1993 | Bonnie Raitt      | [ 3 ] |
| 1993 | Vanessa Williams  | [ 3 ] |
| 1994 | Whitney Houston   |       |
| 1994 | Mariah Carey      |       |
| 1994 | Gloria Estefan    |       |
| 1994 | Janet Jackson     |       |
| 1995 | Mariah Carey      | [ 4 ] |
| 1995 | Janet Jackson     | [ 4 ] |
| 1995 | Bonnie Raitt      | [ 4 ] |
| 1996 | Mariah Carey      | [ 5 ] |
| 1996 | Melissa Etheridge | [ 5 ] |
| 1996 | Alanis Morissette | [ 5 ] |
| 1997 | Alanis Morissette | [ 6 ] |
| 1997 | Mariah Carey      | [ 6 ] |
| 1997 | Celine Dion       | [ 6 ] |
| 1998 | Celine Dion       | [ 7 ] |
| 1998 | Toni Braxton      | [ 7 ] |
| 1998 | Jewel             | [ 7 ] |
| 1999 | Celine Dion       |       |
| 1999 | Brandy            |       |
| 1999 | Shania Twain      |       |

### 2000er
| Jahr | Künstler           | Ref    |
| ---- | ------------------ | ------ |
| 2000 | Shania Twain       | [ 8 ]  |
| 2000 | Whitney Houston    | [ 8 ]  |
| 2000 | Britney Spears     | [ 8 ]  |
| 2001 | Faith Hill         |        |
| 2001 | Christina Aguilera |        |
| 2001 | Celine Dion        |        |
| 2001 | Britney Spears     |        |
| 2002 | Janet Jackson      |        |
| 2002 | Alicia Keys        |        |
| 2002 | Jennifer Lopez     |        |
| 2003 | Sheryl Crow        | [ 9 ]  |
| 2003 | Celine Dion        | [ 9 ]  |
| 2003 | Pink               | [ 9 ]  |
| 2003 | Jennifer Lopez     | [ 10 ] |
| 2003 | Celine Dion        | [ 10 ] |
| 2003 | Avril Lavigne      | [ 10 ] |
| 2004 | Sheryl Crow        | [ 11 ] |
| 2004 | Avril Lavigne      | [ 11 ] |
| 2004 | Jessica Simpson    | [ 11 ] |
| 2005 | Gwen Stefani       | [ 12 ] |
| 2005 | Mariah Carey       | [ 12 ] |
| 2005 | Kelly Clarkson     | [ 12 ] |
| 2006 | Kelly Clarkson     | [ 13 ] |
| 2006 | Mariah Carey       | [ 13 ] |
| 2006 | Nelly Furtado      | [ 13 ] |
| 2007 | Fergie             | [ 14 ] |
| 2007 | Beyoncé            | [ 14 ] |
| 2007 | Avril Lavigne      | [ 14 ] |
| 2008 | Rihanna            | [ 15 ] |
| 2008 | Mariah Carey       | [ 15 ] |
| 2008 | Alicia Keys        | [ 15 ] |
| 2009 | Taylor Swift       | [ 16 ] |
| 2009 | Beyoncé            | [ 16 ] |
| 2009 | Lady Gaga          | [ 16 ] |

### 2010er
| Jahr | Künstler       | Ref    |
| ---- | -------------- | ------ |
| 2010 | Lady Gaga      | [ 17 ] |
| 2010 | Kesha          | [ 17 ] |
| 2010 | Katy Perry     | [ 17 ] |
| 2011 | Adele          | [ 18 ] |
| 2011 | Lady Gaga      | [ 18 ] |
| 2011 | Katy Perry     | [ 18 ] |
| 2012 | Katy Perry     | [ 19 ] |
| 2012 | Kelly Clarkson | [ 19 ] |
| 2012 | Nicki Minaj    | [ 19 ] |
| 2012 | Rihanna        | [ 19 ] |
| 2013 | Taylor Swift   | [ 20 ] |
| 2013 | Pink           | [ 20 ] |
| 2013 | Rihanna        | [ 20 ] |
| 2014 | Katy Perry     | [ 21 ] |
| 2014 | Iggy Azalea    | [ 21 ] |
| 2014 | Lorde          | [ 21 ] |
| 2015 | Ariana Grande  | [ 22 ] |
| 2015 | Taylor Swift   | [ 22 ] |
| 2015 | Meghan Trainor | [ 22 ] |
| 2016 | Selena Gomez   | [ 23 ] |
| 2016 | Adele          | [ 23 ] |
| 2016 | Rihanna        | [ 23 ] |
| 2017 | Lady Gaga      | [ 24 ] |
| 2017 | Alessia Cara   | [ 24 ] |
| 2017 | Rihanna        | [ 24 ] |
| 2018 | Taylor Swift   | [ 25 ] |
| 2018 | Camila Cabello | [ 25 ] |
| 2018 | Cardi B        | [ 25 ] |
| 2019 | Taylor Swift   | [ 26 ] |
| 2019 | Ariana Grande  | [ 26 ] |
| 2019 | Billie Eilish  | [ 26 ] |

### 2020er
| Jahr | Künstler       | Ref    |
| ---- | -------------- | ------ |
| 2020 | Taylor Swift   | [ 27 ] |
| 2020 | Dua Lipa       | [ 27 ] |
| 2020 | Lady Gaga      | [ 27 ] |
| 2021 | Taylor Swift   | [ 28 ] |
| 2021 | Ariana Grande  | [ 28 ] |
| 2021 | Doja Cat       | [ 28 ] |
| 2021 | Dua Lipa       | [ 28 ] |
| 2021 | Olivia Rodrigo | [ 28 ] |
| 2022 | Taylor Swift   | [ 29 ] |
| 2022 | Adele          | [ 29 ] |
| 2022 | Beyoncé        | [ 29 ] |
| 2022 | Doja Cat       | [ 29 ] |
| 2022 | Lizzo          | [ 29 ] |

## Mehrfachsieger
7 Awards
- Taylor Swift

4 Awards
- Whitney Houston
- Olivia Newton-John

3 Awards
- Mariah Carey

2 Awards
- Paula Abdul
- Pat Benatar
- Sheryl Crow
- Celine Dion
- Lady Gaga
- Janet Jackson
- Katy Perry
- Linda Ronstadt

### Mehrfachnominierte
10 Nominierungen
- Mariah Carey

8 Nominierungen
- Taylor Swift

7 Nominierungen
- Whitney Houston

6 Nominierungen
- Celine Dion
- Janet Jackson
- Madonna
- Olivia Newton-John
- Linda Ronstadt

5 Nominierungen
- Lady Gaga
- Rihanna
- Barbara Streisand

4 Nominierungen
- Katy Perry
- Helen Reddy

3 Nominierungen
- Adele
- Ariana Grande
- Beyoncé
- Kelly Clarkson

2 Nominierungen
- Britney Spears
- Doja Cat
- Dua Lipa
- Pink